# Rete neurale a base radiale

Architettura di una rete con funzione di base radiale. Un vettore d'ingresso x è usato come entrata per tutte le funzioni a base radiale, ognuno con parametri differenti. L'uscita della rete è una combinazione lineare delle uscite dalle funzioni di base radiale

Una rete neurale a base radiale o rete di funzione di base radiale  è una rete neurale artificiale che usa le funzioni di base radiale come funzioni di attivazione. Essa è una combinazione lineare delle funzioni di base radiale.
Sono usate nell'approssimazione di funzioni, nella predizione di serie temporali e nel controllo.